# Carl Adolph von Plessen

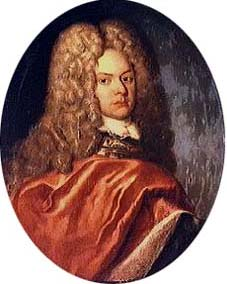
Carl Adolph von Plessen.

Carl Adolph von Plessen, född den 18 mars 1678 i Schwerin, död den 30 januari 1758 i Köpenhamn, var en dansk godsägare. Han var son till Christian Siegfried von Plessen. 
von Plessen blev 1700 hovmarskalk och 1708 överkammarherre hos prins Carl, Kristian  
V:s son, och var från 1721 själen i det hovliv, som fördes av prinsen och dennes syster Sofia Hedvig på Vemmetofte - han påstods vara hemligt gift med prinsessan. Fredrik IV överlämnade på sin dödsbädd 1730 drottning Anna Sofia i hans beskydd, men inte desto mindre visade han sig som hennes bittraste fiende. Han kvarstod som 
överkammarherre hos Kristian VI och var som konseljmedlem regeringens egentlige ledare till 1733. Liksom sin bror Christian Ludvig tillhörde han landets rikaste godsägare.